# Nicola Ciccone
 (décembre 2020).
Si vous disposez d'ouvrages ou d'articles de référence ou si vous connaissez des sites web de qualité traitant du thème abordé ici, merci de compléter l'article en donnant les références utiles à sa vérifiabilité et en les liant à la section « Notes et références ».
Pour les articles homonymes, voir Ciccone.
Nicola Ciccone (né le 21 novembre 1977 à Montréal) est un auteur-compositeur-interprète et un romancier québécois. Il écrit et chante principalement en français mais également en anglais et italien. Nicola Ciccone a vendu 700,000 albums avec une trentaine de #1 radio.

## Biographie
Nicola Ciccone est québécois d'origine italienne. Ses parents sont originaires des Abruzzes, en Italie. Il grandit dans le quartier du Mile-End à Montréal, « coin très pauvre et très dur de la Petite-Italie ». Il fait ses études secondaires au Collège Mont-Saint-Louis à Montréal.
Passionné des mots et des langues, il a commencé à écrire des chansons en anglais dès l’âge de douze ans et ensuite en français, italien et espagnol.
Dans la même période, il étudie en psychologie infantile à l’Université McGill, il remporte le prix d’auteur-compositeur-interprète lors du concours Ma Première Place des Arts. Cela l’emmène à signer son premier contrat de disque pour l’album « L’Opéra du Mendiant » en 1998. L’album est par la suite certifié disque d’or pour 60 000 disques vendus.
Une importante tournée suit avec une première à guichet fermé au mythique Spectrum de Montréal. Pour l’Opéra du mendiant, Nicola reçoit 4 nominations à l’ADISQ et obtient 4 numéro un radios. En 2001, il lance son deuxième album, Noctambule, qui est plus rock. Le succès est également au rendez-vous.
En 2003, il lance J’t’aime tout court. L’album se vend à 200 000 copies et est certifié disque platine. Une importante tournée suit avec deux représentations à guichet fermé au Centre Bell. En 2005, l’album sort également en Europe sous Universal Musique France. Nicola participe à une tournée qui le mènera à l'Olympia de Paris à cinq reprises ainsi qu’au Zénith de Paris à deux reprises. Nous serons six milliards est lancé en 2006. L’album se vend à plus de 100 000 copies et est à son tour certifié disque platine.
Dans les années qui ont suivi, Nicola enregistre une trentaine de chansons à succès comprenant entre autres : Pyromane, Chanson pour Marie, Ciao Bella, J’t’aime pas, j’t’adore, Tu m’aimes quand même, Arriver jusqu’à toi, Mio Amore, Survivant, La beauté des petites choses, La dérive des continents, Un ami, Pour toi, Sourire et Comme au tout premier jour.
Nicola a également enregistré un album en anglais, Storyteller en 2008, qui lui a valu deux nomination à Adisq et un album en italien, Il Sognatore en 2013.
En 2018, Nicola a un accident d’auto où il frôle la mort. Pendant sa convalescence, il écrit l’album Le long chemin qui sort en 2019.
Sur cet album figure la pièce Oh toi mon père qui a été visionnée plus d’un million de fois et est un succès viral sur internet.
À ce jour, Nicola a fait paraître 15 albums dont L’Opéra du mendiant (1999), Noctambule (2001), J’taime tout court (2003), Nous serons six milliards (2006), Storyteller (2008), Imaginaire (2010), Pour toi (2012), Il Sognatore (2013), Les Incontournables (2014) et Esprit Libre (2016), Les Immortelles (2017), Le long chemin (2019) et Gratitude (2021). Il a composé et écrit plus de 170 chansons et présenté des centaines de spectacles au Canada et en Europe.
Il a reçu plusieurs nominations aux Juno Awards et au Gala de l'ADISQ et a été récipiendaire de trois prix Félix, dont Interprète Masculin de l’Année en 2007 et 2009 ainsi que Chanson de l’année en 2004 avec J’t’aime tout court.
Parallèlement à sa carrière musicale, il a aussi été romancier : « L’étoile Enfant », « Dans les yeux d’Ophélia » et « Cuore ». Il est ambassadeur des Troubles Cranio-cérébrale TCC depuis 2020 et parole de la Fédération québécoise de l’autisme depuis 2007. Il est également un de portes paroles du Tour CIBC pour la fondation Charles-Bruneau.
Entre 2021 et 2024, il a produit la série La magie des chansons, 14 spectacles virtuels faisant la relecture de chacun de ses albums respectifs. Les concerts ont été enregistré dans plusieurs salles de Montréal et la série a été un succès auprès de son public en Europe et au Canada.
Le 4 novembre 2022 a été lancé L’esprit de Noël, un album comprenant des chansons originales et des grands classiques du temps des fêtes. Ce projet a été accompagné d’une importante tournée. Le projet musical comporte 12 chansons chantés en trois langues (français, anglais et italien). Un projet touchant et festif qui rassemble autour des valeurs du temps des fêtes.
Le 29 mars 2024 a été lancé J’t’ai trouvée, j’te garde, un projet de chansons originales en français. C’était le 15e album de l’auteur compositeur qui est venu souligner ses 25 années de carrière. Une grande tournée à suivi partout au pays et plusieurs pièces de cet album ont été des succès dont la pièce Maman qui cumule plusieurs centaines de milliers de vues sur internet.
Février 2025, il a lancé la première saison du podcast Le pouvoir des chansons, une balado qui explore le pouvoir de la musique au delà du divertissement. Selon lui, les chansons ont le pouvoir de rassembler, motiver, calmer, pardonner er ultimement de guérir.
Le 5 septembre 2025, Ciccone sortira Beautiful Madness, son 16e album en carrière. Composé de 13 chansons originales en anglais, cet artiste nous fera découvrir ses racines musicales allant du folk, au blues, au rock et au country. Écrit et composé sur trois décennies, le projet surprendra par ses performances vocales, ses textes et ses compositions.

## Discographie
- 1999 : L'opéra du mendiant (Éditions Matita)[6] ;
- 2001 : Noctambule (Éditions Matita) ;
- 2004 : J't'aime tout court (Éditions Matita) MATCD-257[6] ;
- 2006 : Nous serons six milliards (Éditions Matita) MATCD-258[6] ;
- 2008 : Storyteller (Éditions Matita) MATCD-259 ;
- 2010 : Imaginaire (Éditions Matita) MATCD-725 ;
- 2012 : Pour toi (Éditions Matita) MATCD-777 ;
- 2013 : Il sognatore (Éditions Matita) MATCD-111 ;
- 2014 : Les Incontournables (Éditions Matita) MATCD-778 ;
- 2016 : Esprit libre (Éditions Matita) MATCD-779 ;
- 2017 : Immortelles (Éditions Matita) MATCD-727 ;
- 2019 : Le long chemin (Éditions Matita) MATCD-752 ;
- 2021 : Gratitude (Éditions Matita) MATCD-277.
- 2022 : L’esprit de Noël (Éditions Matita) MATCD-278.
- 2024 : J’t’ai trouvée, j’te garde (Éditions Matita) MATCD-279.
- 2025 : Beautiful Madness (Éditions Matita) MATCD-280.

## Livres
- 2013 : L'Étoile enfant (Librex/Matita) (publication : 27 février 2013) ;
- 2015 : Dans les yeux d'Ophélia (Librex/Matita) (publication : 3 mars 2015) ;
- 2017 : Cuore (publication : 2017).

## Prix et distinctions

### Prix
- Disque d’or pour souligner la vente de plus de 50 000 exemplaires de l’album L’Opéra du mendiant.
- 2004 : Gala de l'ADISQ : Gagnant du Félix pour la Chanson populaire de l'année - J’t’aime tout court.
- 2006 :
  - Disque d’or pour souligner la vente de plus de 50 000 exemplaires de l’album Nous serons six milliards ;
  - Gala de l'ADISQ : Billet d'argent pour souligner la vente de plus de 25 000 billets vendus du spectacle J’t’aime tout court ;
  - Gala de l'ADISQ : Prix reconnaissance pour souligner la présence du disque J’t’aime tout court durant plus de 100 semaines au palmarès des ventes du Québec.
- 2007 :
  - Gala de l’ADISQ : Récipiendaire du Félix Interprète masculin de l’année ;
  - Gala de l'ADISQ : Billet argent pour souligner la vente de plus de 25 000 billets vendus du spectacle Nous serons six milliards.
- 2009 : Gala de l’ADISQ : Récipiendaire du Félix Interprète masculin de l’année[15].

### Nominations
- 2000 :
  - Gala de l'ADISQ : Révélation de l'année ;
  - Gala de l'ADISQ : Interprète masculin de l'année ;
  - Gala de l'ADISQ : Chanson populaire de l'année - Le Menteur ;
  - Gala de l'ADISQ : Album pop-rock de l'année - L'Opéra du mendiant.
- 2001 :
  - Juno Awards : Best Selling Francophone Album - L’Opéra du mendiant ;
  - Juno Awards : Best Male Artist.
- 2004 :
  - Gala de l'ADISQ : Interprète masculin de l’année ;
  - Gala de l'ADISQ : Album populaire de l’année ;
  - Gala de l'ADISQ : Scripteur de spectacle de l’année ;
  - Disque de platine pour souligner la vente de plus de 100 000 exemplaires de l’album J’t’aime tout court.
- 2005 : 
  - Gala de l'ADISQ : Interprète masculin de l’année ;
  - Juno Awards : Francophone Album of the Year - J’t’aime tout court ;
- 2007 : Gala de l’ADISQ : Album populaire de l’année.
- 2008 :
  - Gala de l’ADISQ : Interprète masculin de l’année
  - Gala de l’ADISQ : Chanson populaire de l’année Chanson pour Marie.
- 2009 : Gala de l’ADISQ : Album anglophone de l’année pour Storyteller ;
- 2010 : Gala de l’ADISQ : Album populaire de l’Année pour Imaginaire ;
- 2011 : Gala de l’ADISQ : Chanson populaire de l’année - J’t’aime pas, j’t’adore ;
- 2015 : Gala de l’ADISQ : Les Incontournables - Anthologie de l’Année[16].